# Je plaide coupable
Je plaide coupable (Pleading Guilty) est le troisième roman policier de Scott Turow, paru en 1993. 
La traduction de Jean Guiloineau, est publiée chez Albin Michel en 1995,,.
Comme dans les autres thrillers judiciaires de Scott Turow, l’action de Je plaide coupable se déroule dans le comté fictif de Kindle, quelque part dans le Midwest américain. 

## Résumé
Un avocat d’âge mûr, Mack Malloy, plus ou moins mis à l'écart, est chargé par son cabinet de retrouver un de ses collègues, Bert Kamin, qui a disparu après avoir détourné des millions de dollars. 

## Particularités du roman
Plusieurs personnages secondaires du roman se retrouvent dans les autres œuvres de fiction de Scott Turow. « Son livre renoue avec la grande tradition du roman noir américain, celle de Hammett et de Chandler ».
Un pilote pour la télévision, inspiré de Je plaide coupable, a été tourné en 2010 mais n’a pas été retenu par le réseau américain Fox,